# نهر الكحلاء
نهر الكحلاء أحد انهار العراق القصيرة يتفرع من نهر دجلة شمال مدينة العمارة مركز محافظة ميسان ويستمر في مجراه حتى مصبه في هور الحويزة تفرعاته الثلاث الحسيجي، ام الطوس، الزبير.
يبلغ طول النهر الكلي 36 كم يقع على النهر قضاء باسمه يعرف بقضاء الكحلاء كان يعرف قديما بمنطقة القلعة، يبعد عن مركز مدينة العمارة 20 كم، كان أيضا معبرا للسفن فالعهد العثماني
ضفاف نهر الكحلاء ورغم قلة منسوبه عامرة بالمتنزهات اشهرها متنزه الكحلاء.